# Maurice Allard
Maurice-François Allard (Sin-le-Noble, 25 maart 1923-2005) was een Frans fagottist en componist.

## Biografie
Allard werd geboren in Sin-le-Noble in het (Noorderdepartement). Zijn oom was Raymond Allard, fagottist in het Boston Symphony Orchestra, daarheen getrokken in de kielzog van Pierre Monteux die dat orkest in de jaren 1919-1924 reorganiseerde en een "Frans" geluid gaf. 
Maurice Allard studeerde fagot aan conservatorium van Douai en het Parijse Conservatorium, waar hij een Second prix won in 1939 en de Premier prix  in 1940 bij docent Gustave Dherin met het fagotconcert van Mozart. In 1942 trad hij op als solist bij de Concerts Lamoureux en het kamerorkest van Fernand Oubradous. In de jaren 1945-1948 speelde hij in het net opgerichte Quintette à vent français. In 1949 won hij de eerste prijs voor fagot tijdens het internationale concours in Genève. Daarna is hij fagottist in het orkest van de Opera van Parijs, dat hij verliet in 1988. In 1957 volgt hij Gustave Dherin op als fagotdocent aan het Conservatoire national supérieur de musique waar hij tot 1988 les bleef geven. Hij gaf les aan een groot aantal leerlingen. 
Allard zorgde voor de ontwikkeling en vernieuwing van de Franse fagot, en maakte de weg vrij voor verzoening tussen de Franse en de Duitse fagotschool die een heel andere oorsprong hebben. Hij laat een grote discografie achter gewijd aan zijn instrument, alsmede een aantal composities.